# 尾張横須賀駅
尾張横須賀駅（おわりよこすかえき）は、愛知県東海市養父町北反田にある名古屋鉄道（名鉄）常滑線の駅である。駅番号はTA10。

## 歴史
- 1912年（明治45年）2月18日 - 愛知電気鉄道により開業。開業当初は現在よりも駅が太田川寄りの位置にあった。
- 1935年（昭和10年）8月1日 - 名岐鉄道への合併により名古屋鉄道が発足したため、同社の駅となる。
- 1970年（昭和45年）度 - 貨物営業廃止[2]。
- 1990年（平成2年）3月 - 駅高架化工事に伴い、仮線化。駅を現在地に移転。
- 1992年（平成4年）11月22日 - 高架化[3][4]。
- 2005年（平成17年）1月29日 - 特急が一部列車のみ停車から全列車停車となる[5]。
- 2006年（平成18年）-  駅舎をバリアフリー化。
- 2011年（平成23年）2月11日 - ICカード乗車券「manaca」供用開始。
- 2012年（平成24年）2月29日 - トランパス供用終了。
- 2024年（令和6年）4月13日 - 終日無人化[6]。

## 駅構造
相対式ホーム2面2線の高架駅。ホーム有効長が6両分しかないため、8両編成では後ろ2両の扉は締切となる。無人駅で、駅集中管理システムが導入されている（管理駅は太田川駅）。
改札内に男女トイレがある。車椅子対応エスカレータ、エレベーターが設置されている。
| 番線 | 路線      | 方向 | 行先                         |
| ---- | --------- | ---- | ---------------------------- |
| 1    | TA 常滑線 | 下り | 中部国際空港方面             |
| 2    | TA 常滑線 | 上り | 太田川・金山・名鉄名古屋方面 |

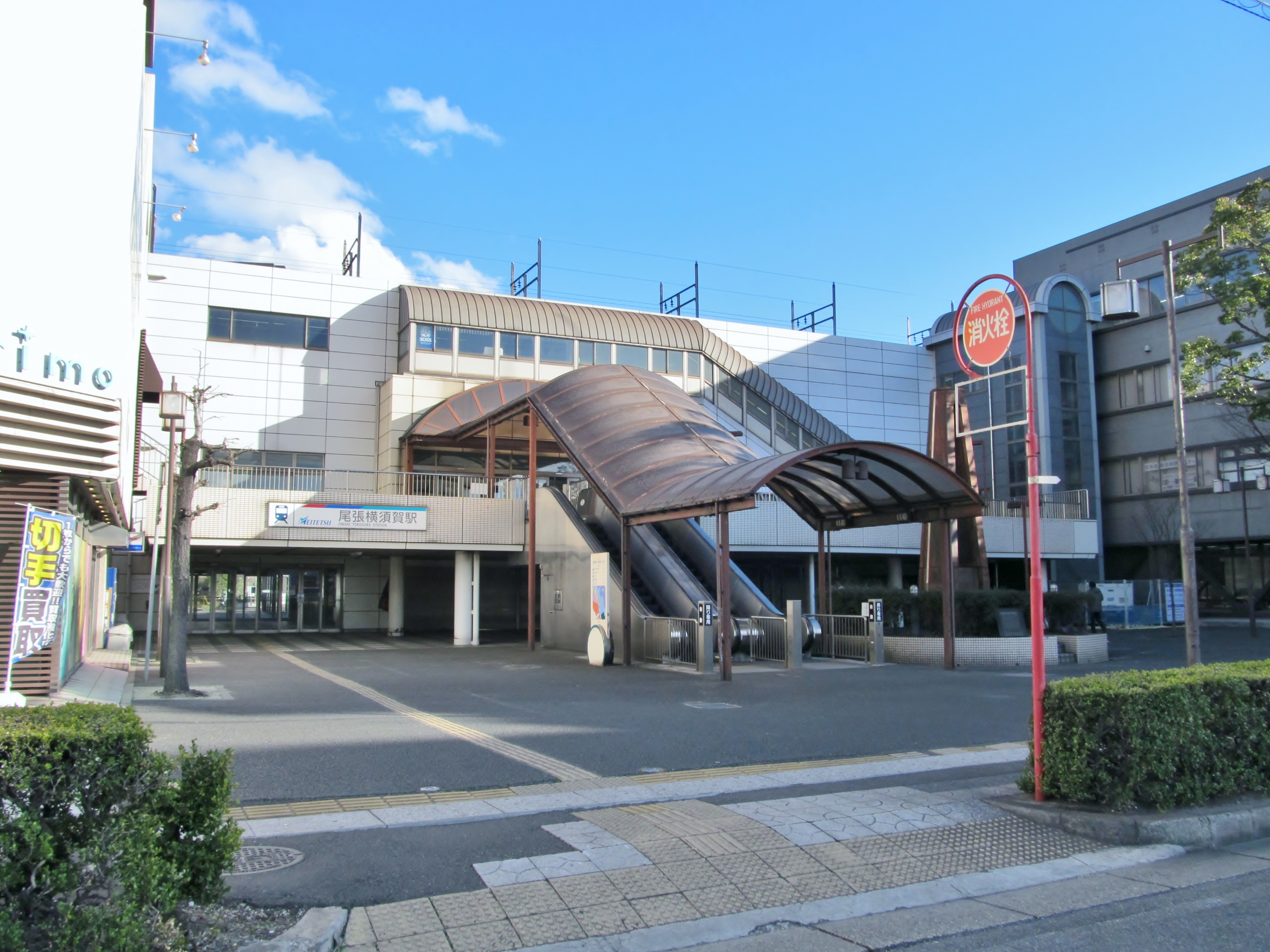
西口
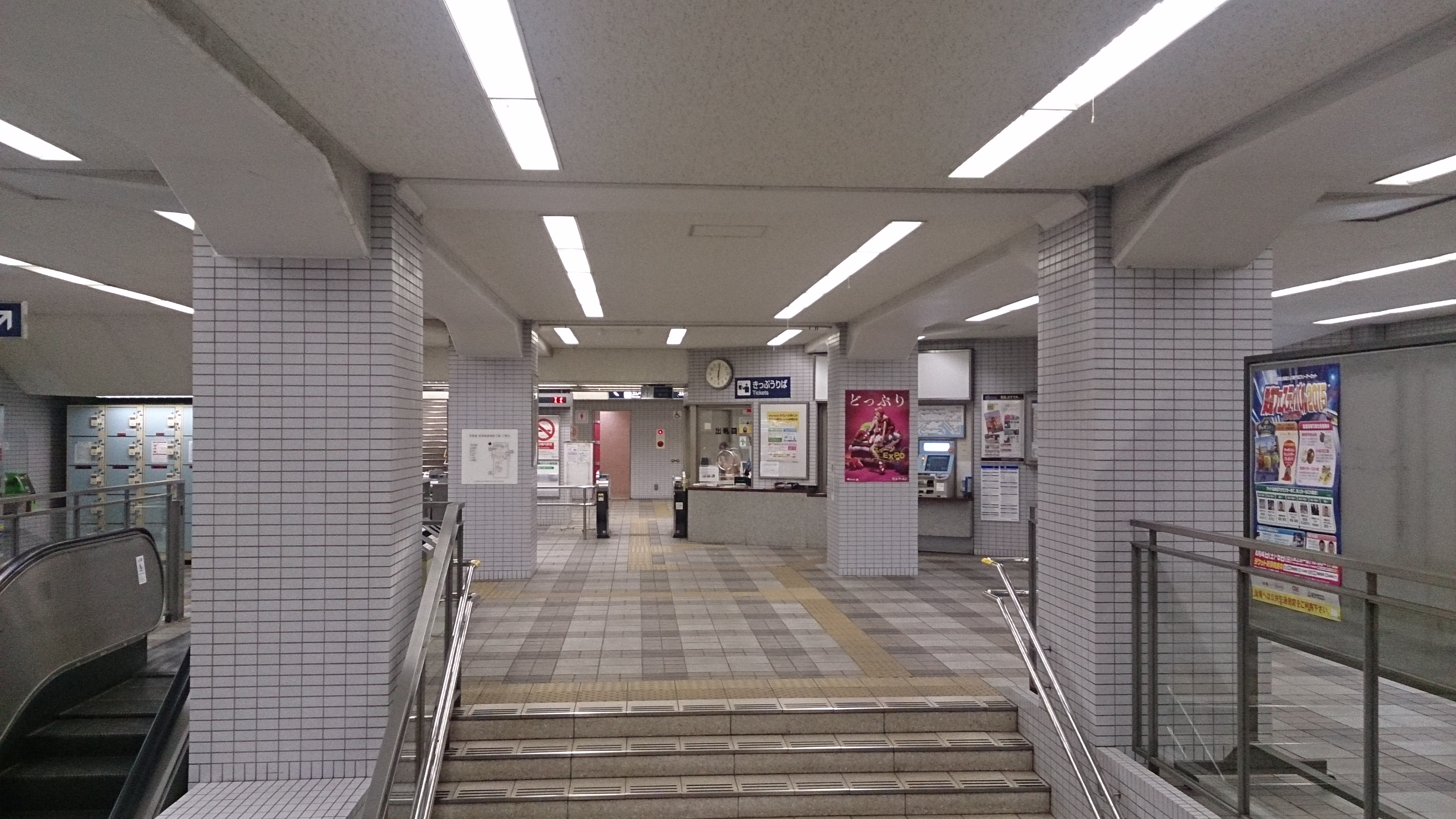
改札口
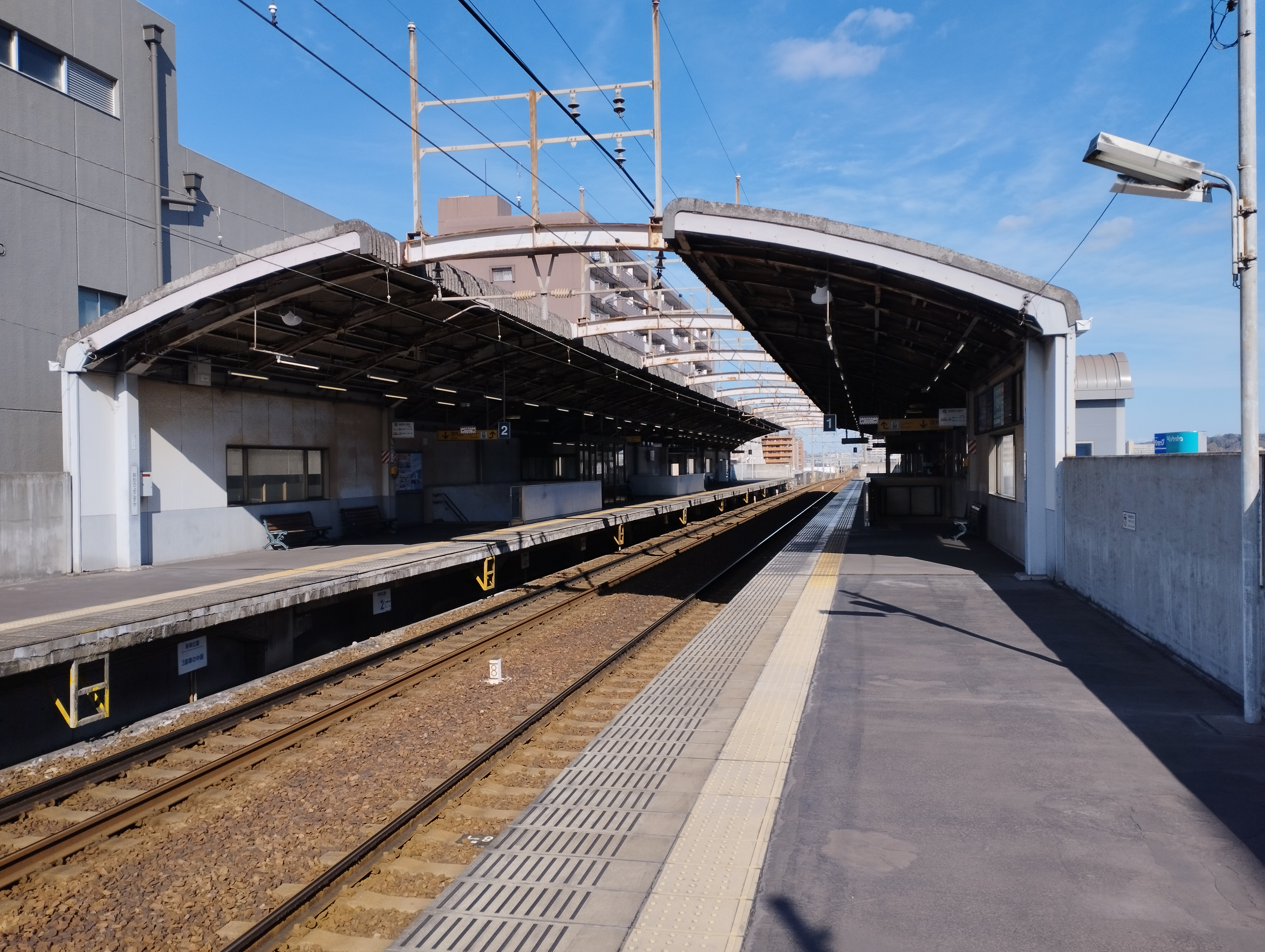
ホーム
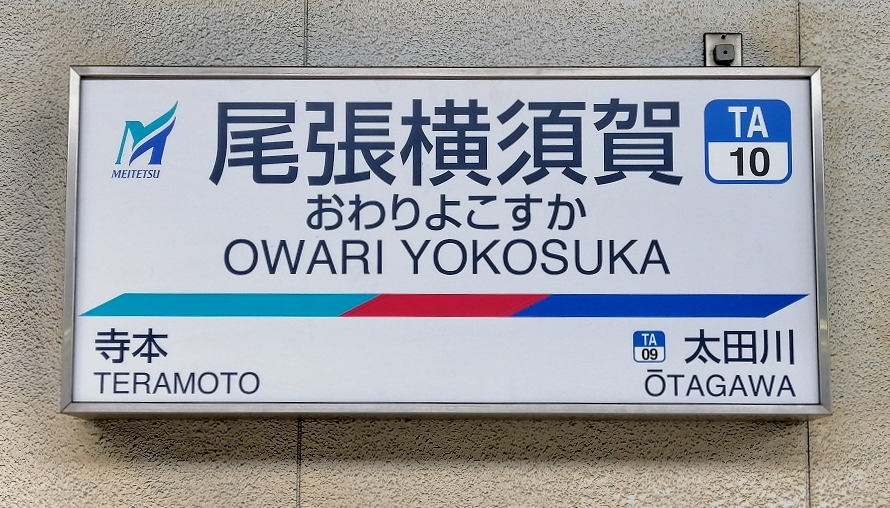
駅名標

### 配線図
| ← 太田川・ 名古屋方面 | 尾張横須賀駅 構内配線略図 | → 常滑・ 中部国際空港方面 |
| 凡例 出典:            |                           |                           |

## 利用状況
- 『名鉄120年：近20年のあゆみ』によると2013年度当時の1日平均乗降人員は5,311人であり、この値は名鉄全駅（275駅）中79位、常滑線・空港線・築港線（26駅）中11位であった[9]。
- 『名古屋鉄道百年史』によると1992年度当時の1日平均乗降人員は5,334人であり、この値は岐阜市内線均一運賃区間内各駅（岐阜市内線・田神線・美濃町線徹明町駅 - 琴塚駅間）を除く名鉄全駅（342駅）中79位、常滑線・築港線（24駅）中10位であった[10]。

「東海市の統計」、「移動等円滑化取組報告書」によると、近年の1日平均乗降人員は下表のとおりである。 
| 年度               | 1日平均 乗降人員 |
| ------------------ | ---------------- |
| 2007年（平成19年） | 5,246            |
| 2008年（平成20年） | 5,261            |
| 2009年（平成21年） | 5,138            |
| 2010年（平成22年） | 5,053            |
| 2011年（平成23年） | 4,996            |
| 2012年（平成24年） | 5,043            |
| 2013年（平成25年） | 5,311            |
| 2014年（平成26年） | 5,234            |
| 2015年（平成27年） | 5,381            |
| 2016年（平成28年） | 5,394            |
| 2017年（平成29年） | 5,472            |
| 2018年（平成30年） | 5,549            |
| 2019年（令和元年） | 5,505            |
| 2020年（令和02年） | 4,280            |

※ 近くにある河和線の高横須賀駅より利用者が多く特急も停車する。準急停車駅の大同町駅や聚楽園駅よりは少ない。

## 駅周辺

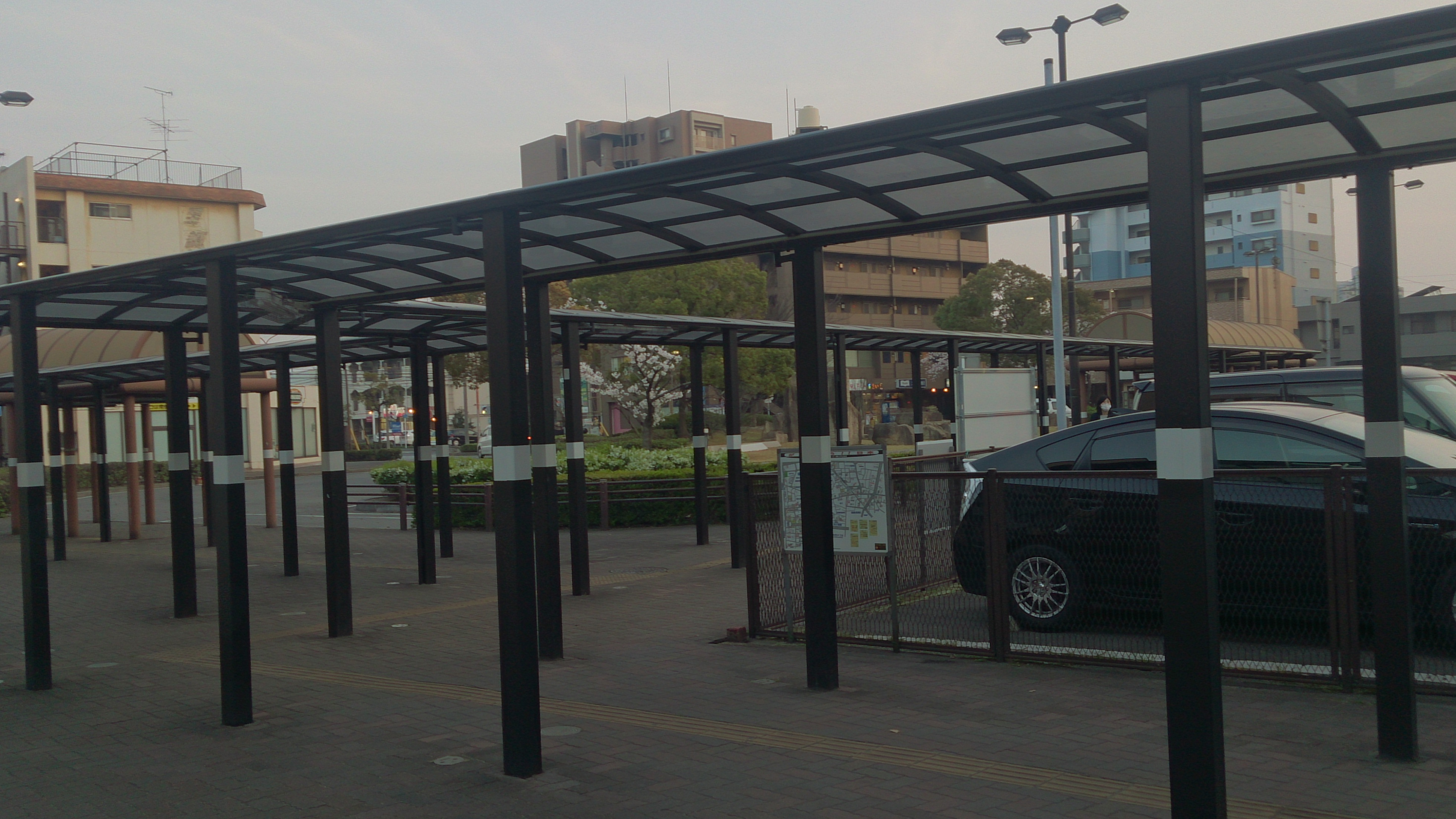
駅東側ロータリー（2015年4月）

### 施設
- 東海警察署
- 東海市民体育館
- 東海市立文化センター
- 三菱UFJ銀行東海支店
- 知多信用金庫横須賀支店
- 名鉄河和線 高横須賀駅 - 約700m東に位置する。
- 天然温泉丸屋玉ノ湯(廃業) - 日帰り温泉施設。約500m西に位置する。
- 温故知新処商い史料館

### バス路線
知多バス
- 横須賀線：JR大府駅西口行き

東海市循環バス（らんらんバス）
- 中ルート・系統3：太田川駅前・東海市役所経由 聚楽園駅前行き
- 中ルート・系統4：西知多総合病院経由 上野台行き
- 南ルート・系統5・6：西知多総合病院・南加木屋駅東経由 加木屋デイサービスセンター行き

## 隣の駅
名古屋鉄道
TA 常滑線
□ミュースカイ（中部国際空港駅発9時以降の上り列車と全ての下り列車）
通過
□ミュースカイ（中部国際空港駅発9時以前の上り列車）・■特急・□快速急行
太田川駅（TA09） - 尾張横須賀駅（TA10） - 朝倉駅（TA12）
■急行・■準急・■普通
太田川駅（TA09） - 尾張横須賀駅（TA10） - 寺本駅（TA11）
1922年（大正11年）までは太田川駅 - 当駅間に牡丹園駅が存在した。